# Sheila Frahm
Sheila Sloan Frahm (Colby, 22 marzo 1945) è una politica statunitense, senatrice per lo stato del Kansas dal giugno al novembre del 1996.

## Biografia
Sin da giovane impegnata in politica, la Frahm venne eletta nella legislatura statale del Kansas nel 1989 e vi rimase fino al 1995, anno in cui divenne vicegovernatore dello stato.
L'anno seguente, quando il senatore Bob Dole lasciò il Congresso per dedicarsi del tutto alle presidenziali del 1996, il governatore del Kansas Bill Graves dovette nominare un sostituto che occupasse il seggio fino alle elezioni speciali che si sarebbero tenute in novembre e scelse proprio la Frahm.
La donna si candidò anche per le elezioni speciali ma venne superata nelle primarie dal deputato Sam Brownback e dovette lasciare il Senato dopo appena cinque mesi di permanenza.
In seguito alla sconfitta la Frahm lasciò la politica e divenne direttore esecutivo della Kansas Association of Community College Trustees.